# Jürgen von der Lippe

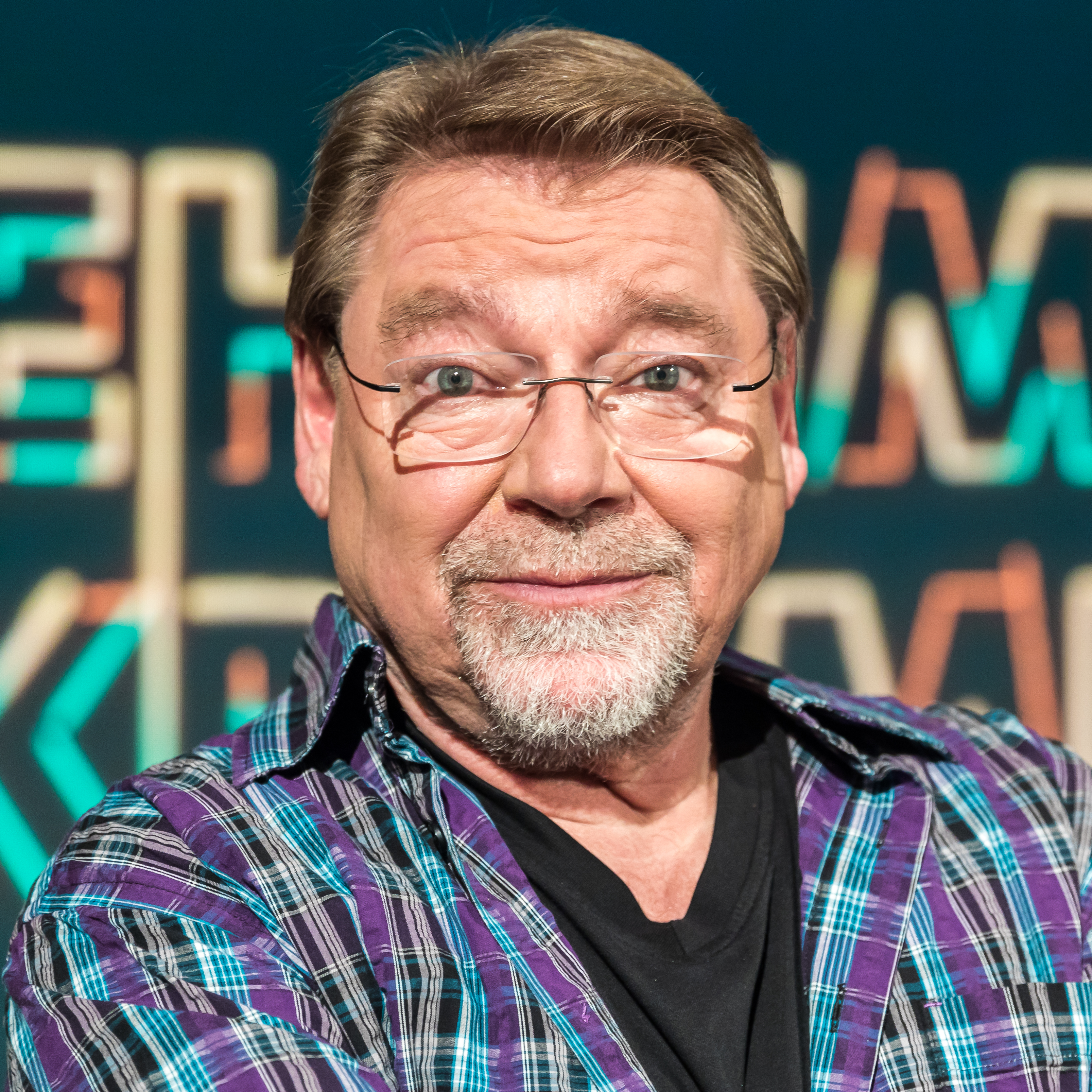
Jürgen von der Lippe, 2018

Jürgen von der Lippe, de son vrai nom Hans-Jürgen Dohrenkamp, (8 juin 1948, Bad Salzuflen - ) est un animateur de télévision, humoriste et musicien allemand.

## Biographie
Il a grandi à Aix-la-Chapelle, où il a été enfant de chœur à l'église catholique. Son père était barman dans une boîte de striptease.
Il a été marié avec l'animatrice Margarethe Schreinemakers.
Avant sa carrière télévisuelle, il a étudié l'allemand, la philosophie et la linguistique à Aix-la-Chapelle et à Berlin.

### Carrière télévisuelle
Il anime, entre autres, Lippe blöfft le samedi soir. Son premier grand succès a été Donnerlippchen sur WDR. Son autre émission à succès Geld oder Liebe sur ARD a été arrêtée en 2001 après 12 ans.
Il a également animé WWF-Club, So isses, Die Goldene Eins, Hast Du Worte, Wat is?, Lippes Lachmix und Was liest Du?.
Il a joué en 2004 le rôle principal du pasteur Erdmann dans la comédie Der Heiland auf dem Eiland sur RTL Television. Dans la comédie Nicht mit Leo, il joue le rôle d'un prêtre catholique.

### Carrière musicale
Il a appartenu au groupe Gebrüder Blattschuss, qu'il a fondé en 1976 avec Hans Werner Olm, jusqu'en 1979. Son plus gros succès musical a été Guten Morgen liebe Sorgen, qui a occupé en juillet et août 1987 la première place du hitparade de ZDF.

## Discographie
- 1977 : Sing was Süßes
- 1978 : Nicht am Bär packen
- 1979 : Extra Drei
- 1980 : Zwischen allen Stühlen
- 1982 : Kennen Sie den?
- 1983 : Ein Mann Show
- 1985 : Teuflisch gut
- 1987 : Guten Morgen, liebe Sorgen
- 1989 : Is' was
- 1990 : Humor ist Humor
- 1992 : König der City
- 1995 : Der Blumenmann
- 1998 : Männer, Frauen, Vegetarier
- 2001 : So bin ich
- 2004 : Alles was ich liebe

## Récompenses et distinctions
- 2008 : prix Münchhausen